# موچین (مجموعه نمایش خانگی)
موچین یک مجموعه نمایش خانگی ایرانی در قالب طنز به کارگردانی و نویسندگی حسین تبریزی است، پخش این سریال از روز چهارشنبه ۱۱ تیر ۱۳۹۹ آغاز شد.

## بازیگران
- حمید لولایی
- مرجانه گلچین
- علی صادقی
- امیر نوری
- آشا محرابی
- حسین تبریزی
- عباس جمشیدی‌فر
- مهران رجبی
- رابعه اسکویی
- پوریا پورسرخ
- بهنوش بختیاری
- رز رضوی
- شهره لرستانی
- رضا توکلی
- رامین ناصرنصیر
- ساعد هدایتی
- میرطاهر مظلومی
- محمد فیلی
- بهراد خرازی
- افشین سنگ‌چاپ
- افشین غیاثی
- امین چنارانی
- علی موسویان
- فاطمه مرتاضی
- سعیده عرب
- فاطمه شکری
- فریبا طالبی
- ژاله درستکار
- گلبرگ طهران‌زاد
- گلشید بحرایی
- مرجان علوی
- فرهاد تبریزی
- عباس مرادیان
- حامد بیسادی
- احسان سعادتی
- آرش برمکیها
- پیمان دارابی
- هلیا آهنگری
- زهرا جهرمی

## خلاصهٔ داستان
فرزاد وسیما با یکدیگر نامزد هستند اما پدر سیما شرط گذاشته که حتماً باید اول مینا ازدواج کند و فرزین به فرزاد می‌گوید که من از خود گذشتگی می‌کنم و از مینا خواستگاری می‌کنم
صحبت گلی که از قدیم عاشق عمه فرزاد و فرزین بوده با ورود عمه شرایط تغییر می‌کند ….

## تیتراژ پایانی
| خواننده   | نام آهنگ   | تنظیم کننده                    | شعر          | ملودی        | میکس و مستر |
| --------- | ---------- | ------------------------------ | ------------ | ------------ | ----------- |
| ماکان بند | دلمو دزدید | امیر میلاد نیکزاد و حسین غمگین | محسن حق نظری | محمد عابدینی | مهرشاد خنج  |

## بازتاب‌ها
خیلی از منتقدان دربارهٔ این سریال می‌گویند: موچین سریالی ضعیف و سطحی است و باید گفت که اولین دستپخت رسمی صدا و سیما در شبکه نمایش خانگی محسوب می‌شود. سریالی که با موقعیت‌های تکرار شونده و اغلب پر سر و صدا، نه تنها نمی‌تواند از مخاطب خنده بگیرد بلکه احتمالاً باعث ایجاد سردرد او هم خواهد شد موچین در بخش کیفی، شباهت‌های زیادی به سریال‌های طنز صدا و سیما دارد. در اولین نگاه، توجه مخاطبان به تیم بازیگری سریال معطوف می‌شود که شامل تمام بازیگران طنز دهه‌های اخیر تلویزیون هستند. موضوعاتی که در قالب این سریال به مخاطب عرضه شده، تفاوتی با کمدی‌های سخیف ویدیویی ندارد. در موچین شخصیت پردازی وجود ندارد و همه شخصیت‌ها تیپ‌های کم هوشی هستند که نمونه آنها را سالها در قاب تلویزیون شاهد بوده‌ایم.